# Eisen- und Eisenbahnmuseum

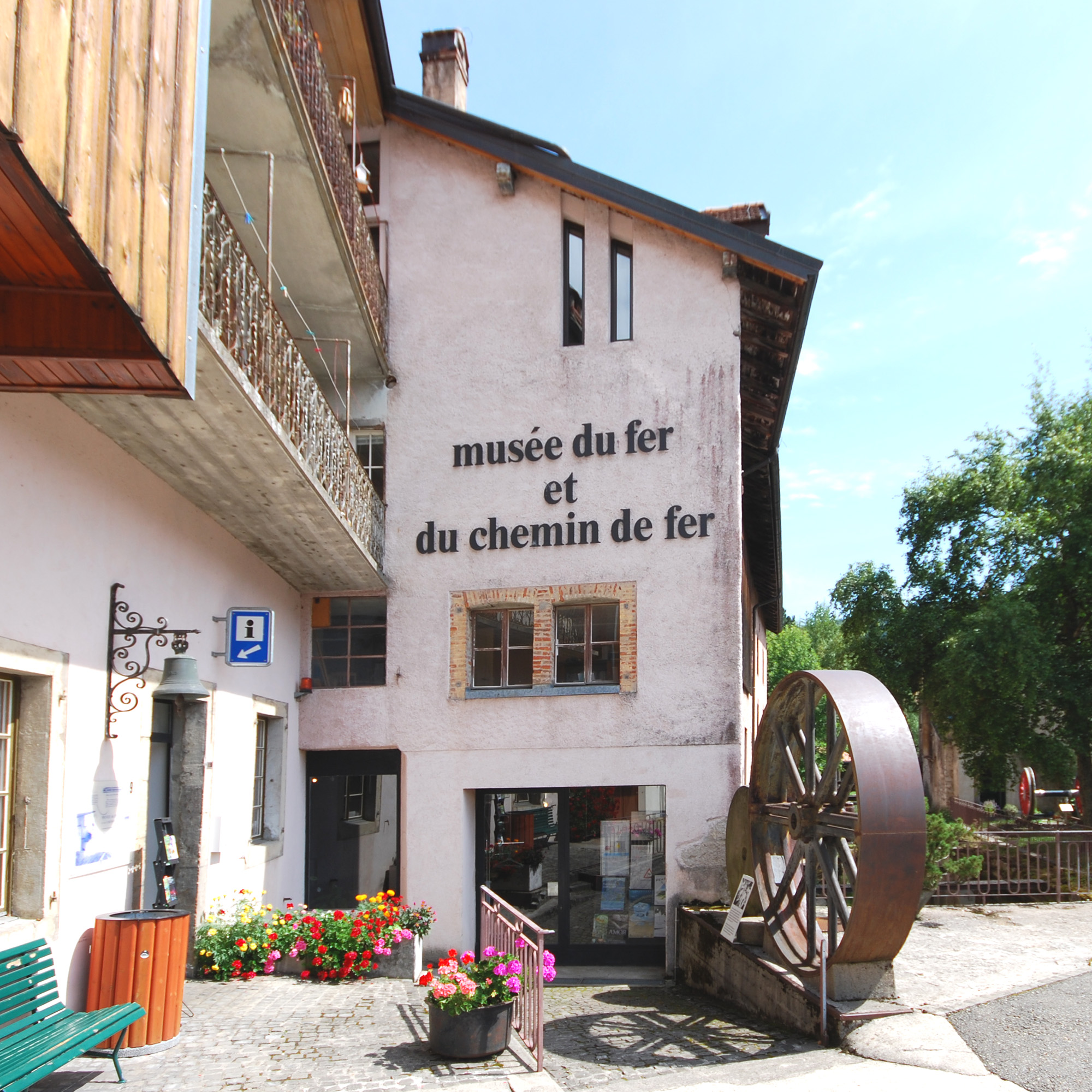
Eingang

Das Eisen- und Eisenbahnmuseum (Musée du fer et du chemin de fer) in Vallorbe behandelt die Geschichte der regional bedeutsamen Eisenindustrie und Eisenbahn. Wegen seiner Tradition der Eisenverarbeitung wird Vallorbe auch «Cité du Fer» (Eisenstadt) genannt.

## Geschichte und Lage

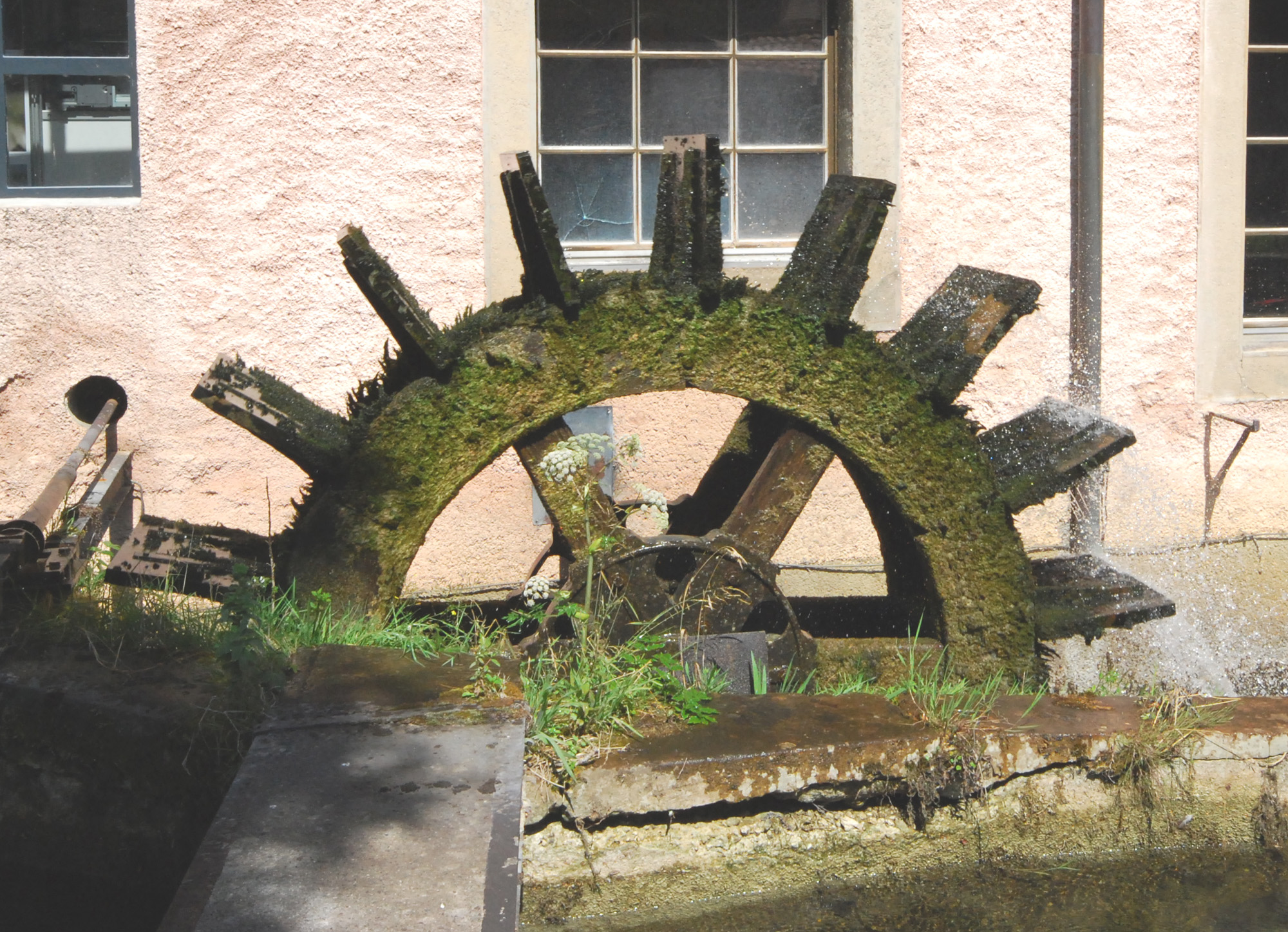
Wasserrad

Das 1980 gegründete Museum ist in Gebäuden im Ortsteil «Les Grandes Forges» untergebracht, in denen seit 1495 ohne Unterbruch Eisen verarbeitet wird. Die Gebäude liegen an einem Kanal der Orbe, welcher vier Wasserräder antreibt. Eines dieser Wasserräder treibt auch heute noch die Geräte der Schmiede an, welche als Teil des Museums betrieben wird.

## Ausstellung
Auf vier Ebenen werden einerseits die Geschichte von Vallorbe des Bahnhofs Vallorbe auf der Strecke Mailand – Paris, der Entwicklung der Eisenbahnen in der Region und verschiedenen Modelle und Modellbahnanlagen gezeigt, andererseits die Geschichte der Eisenherstellung im Allgemeinen und in der Region.

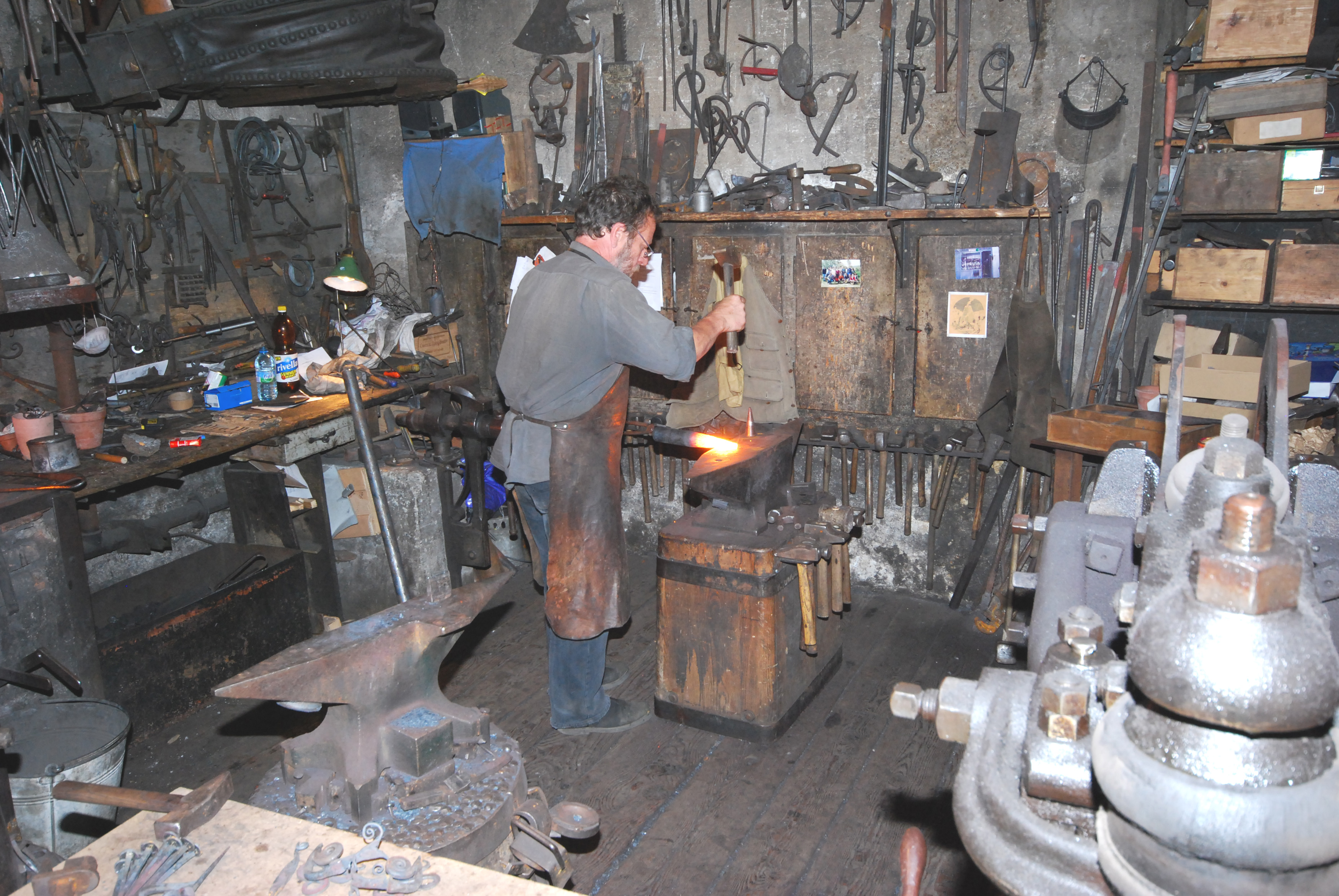
Schmiede

### Eisenmuseum
In diesem Teil des Museums werden einerseits die Eisenproduktion von der Frühzeit bis heute gezeigt, anderseits lokale Zeugnisse vom 13. Jahrhundert bis Ausstellungsvitrinen heutiger Unternehmen der Feinmechanik und der Uhrenherstellung aus der Region. Zusätzlich hat es eine historische Nagel- und Hufschmiede, die von 1693 bis Ende des 20. Jahrhunderts in Betrieb war, sowie die vom Museum betriebene Dorfschmiede.

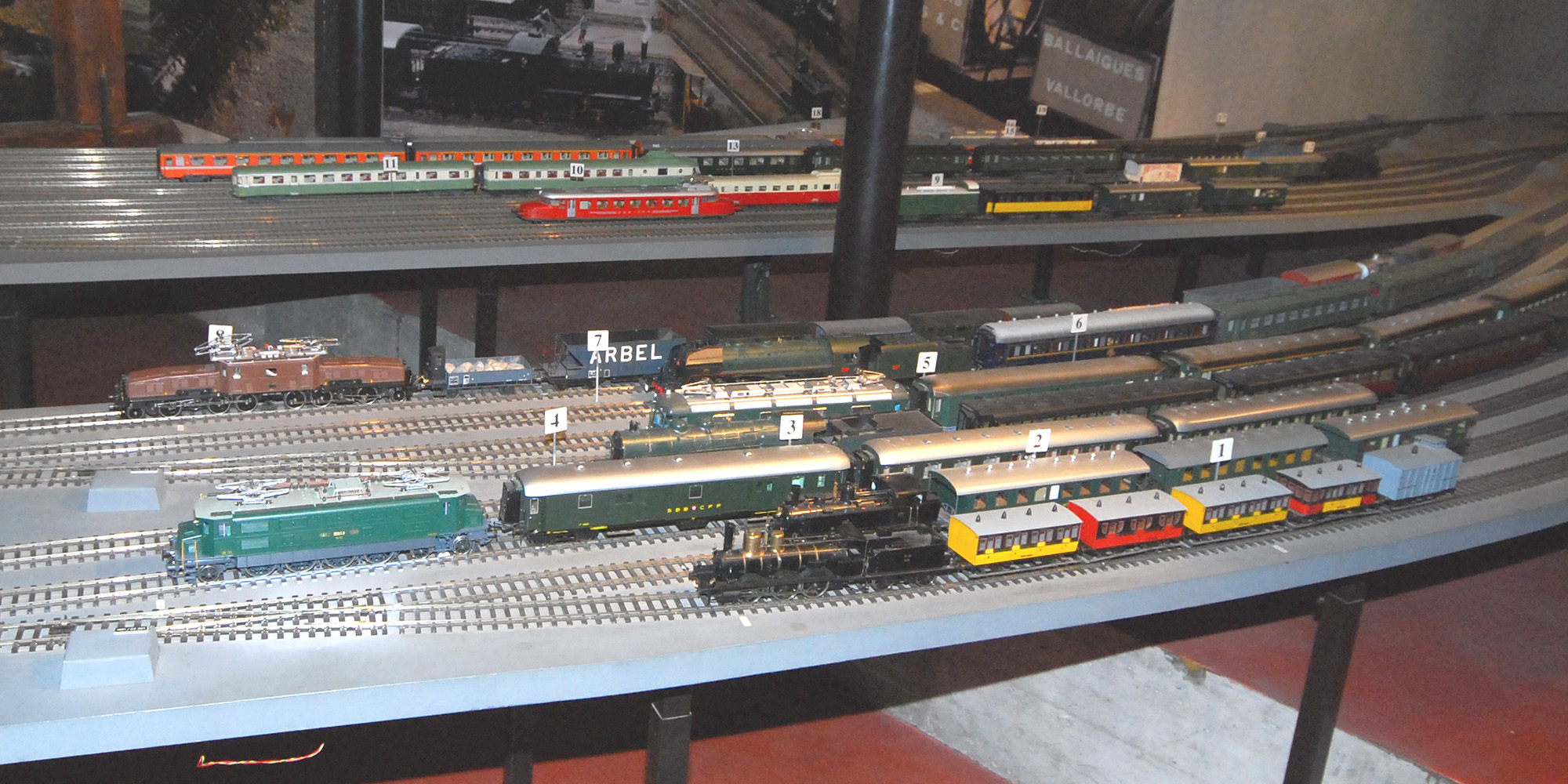
0-Modell

### Eisenbahnmuseum
Ein Modell in H0 zeigt den Bahnhof Vallorbe aus dem Jahr 1908. Eine Tonbildschau erzählt die Geschichte der Bahn in Vallorbe, bzw. der Strecke Mailand – Paris. Auf einer 0-Anlage kann der Besucher verschiedene Zugsformationen, welche seit 1870 in Vallorbe verkehren – vom Dampfzug bis zum TGV – auswählen. Diese fahren dann auf einem Rundkurs durch den Ausstellungsraum. In der weiteren Ausstellung werden typische Gegenstände der Eisenbahn, wie eine Zugskupplung, Kartonbillette, Stationsglocken, Zugschilder «Mailand – Paris» bis hin zu einem lauffähigen Musikautomaten gezeigt. Ein weiteres Bahnmodell in H0 kann gegen eine Gebühr in Betrieb gesetzt werden.